# Stéphane Strowski
Stéphane Strowski, né le 11 novembre 1870 à Mont-de-Marsan, mort le 11 juin 1954 à Plouescat, est un essayiste français. 

## Biographie
D'origines polonaise par son père et bretonne par sa mère, il naît à Mont-de-Marsan. Il est le frère de  Fortunat Strowski, essayiste et critique littéraire.
Il est lauréat du concours général, élève de l'École normale supérieure (ENS Ulm), agrégé de philosophie, docteur en droit.
En 1894, il arrive à Pontivy, dans le Morbihan, pour enseigner au lycée Joseph-Loth.
Il est conseiller municipal de Pontivy de 1900 à 1935 et premier adjoint de 1914 à 1919, fonction qu'il exerce peu puisque dès le début de la guerre, âgé de 44 ans, il s'engage comme simple soldat et sert dans l'armée jusqu'en 1919.
Il est pendant cinquante ans secrétaire et administrateur de la Caisse d'épargne et, pendant 50 ans également, chroniqueur à L'Écho de la timbrologie. Il écrit aussi pendant près de soixante ans au Journal de Pontivy, où il signe ses chroniques « Le pompier de service ».
Stéphane Strowski est en effet sapeur-pompier volontaire : il gravit les échelons et devient sous-officier, puis sous-lieutenant. Il finira cette vie au service de la communauté comme commandant du corps de Pontivy, avec le grade de capitaine.
Il accède à la retraite d'enseignant en 1936. L'année suivante, âgé de 67 ans, il reprend ses études, et obtient une licence et un doctorat en droit. Il s'inscrit alors au barreau de Pontivy. Il en sera même plus tard le bâtonnier. En 1940, il redevient pour quatre ans professeur au lycée de Pontivy. Il meurt le 11 juin 1954, à l'âge de 83 ans.

## Distinction
Il est officier de la Légion d'honneur.

## Œuvres
- Avec l'abbé Pierre Bouyssou, Une confrérie au XVIIe et au XVIIIe siècle : la confrérie de Saint-Eutrope à Dunes en Condomois, Montauban, Forestié, 1892.
- Précis de droit usuel, Paris, P. Paclot, 1905.
- Les Estampilles postales de la grande guerre, Yvert et Tellier, 1918-1920. Réédition Sinais, Arthur Maury, Paris, 1976.
- La Censive et le fief roturier en Bretagne : contribution à l'étude du droit breton médiéval. Amiens, Yvert et Tellier ; Paris, Boivin et Cie, 1922.
- Avec V. Gisquière, L'Inspiration chrétienne et la philatélie, Amiens, Yvert, 1926.
- Avec Charles Florange, Les Assemblées du clergé de France avant 1789 et leurs jetons commémoratifs, Lille, Douriez-Bataille, Paris, Jules Florange, 1927.
- Avec maître Le Hénaff, Le Droit usuel et pratique, Paris, A. Michel, 1932.
- Les Estampilles postales françaises au XXe siècle, Amiens, Yvert, 1933.
- Historique de la caisse d'épargne et de prévoyance de Pontivy, Saint-Brieuc, Presses bretonnes, 1940.
- « Le caractère breton d'après les anciennes institutions juridiques de la Bretagne », dans Revue de psychologie des peuples, n° 2, 1947.
- Les Bretons : essai de psychologie et de caractérologie provinciales, Rennes, Plihon, 1952.

## Citation
Parlant de la Bretagne et des Bretons : « En cherchant à pénétrer les raisons de son attirance, en rendant un témoignage ému, mais sincère, sur les hommes qu'elle produit, en analysant leur caractère de peuple, j'ai voulu acquitter une dette de gratitude envers eux et envers elle. »

## Hommage
Depuis 1972, le centre de secours des sapeurs-pompiers de Pontivy porte son nom.